# Luzia-Homem
Luzia-Homem é um romance do escritor brasileiro Domingos Olímpio, publicado em 1903.
Luzia-Homem é um exemplo do naturalismo regionalista. Passado no interior do Ceará, nos fins de 1878, durante uma grande seca, vai contando a história da retirante Luzia, mulher arredia, de grande força física (o apelido Luzia-Homem provém desta força que lhe permitia trabalhar melhor que homens fortes).
Marcado pela fala característica dos personagens, Luzia-Homem mantém duas características clássicas do naturalismo por toda obra: o cientificismo na linguagem do narrador; e o determinismo, teoria de que o homem é definido pelo meio.

## Enredo
Luzia trabalha na construção de uma prisão e é desejada pelo soldado Capriúna. Mas Luzia não se interessa por amores e mantém uma relação de amizade e ajuda mútua com Alexandre. Após Alexandre propor-lhe casamento (por toda a história Luzia reluta em admitir que gosta de Alexandre), é preso por roubar o armazém que guardava.  Luzia passa visitar-lhe na prisão e sua amiga, a alegre Teresinha, cuida de sua mãe doente. Após um certo tempo, Luzia para de visitar Alexandre na prisão.
Teresinha descobre que Capriúna era o verdadeiro ladrão, e uma das assistentes de Luzia (ela havia sido dispensada e depois voltara ao trabalho, mas como costureira) lhe diz que a testemunha contra Alexandre mentia; o culpado é preso. A família de Teresinha aparece (ela havia fugido de casa com um amante que morreu meses depois) e ela, humilhada, fica subserviente a eles, especialmente ao pai, que a rejeita. Luzia descobre isto e, depois de um interlúdio, convence-a a viajar com ela, migrando para o litoral. No caminho Capriúna foge da cadeia e vai atacar Teresinha, a culpada de sua prisão. Encontrando Luzia, mata-a e acaba caindo de um desfiladeiro.